# رود مبیچی
رود مبیچی (به لاتین: Mabechi River) یک رود در ژاپن است که در استان آئوموری واقع شده‌است.